# Bert Häggblom
Bert Häggblom, född 24 februari 1957, är en åländsk politiker och nuvarande partiordförande för Obunden samling. Han blev invald första gången 1979 och var då den yngsta som suttit i Ålands Lagting. Sedan 2020 är Bert Häggblom talman i Ålands lagting. 
I valet 2019 fick han 550 personliga röster i lagtingsvalet. I valet 2015 hade han 595 personliga röster.

## Politiska uppdrag
Mandatperioden 2019-2023
- Talman i Ålands lagting  2020-11-02 –
- Talman i Presidiet  2020-11-02 –
- Medlem i Talmanskonferensen  2019-11-06 –
- Medlem i Kanslikommissionen  2019-11-06 –
- Ersättare i Finans- och näringsutskottet  2019-11-06 –
- Andra vicetalman i Presidiet  2019-11-06 – 2020-11-02
- Andra vicetalman i Ålands lagting  2019-11-04 – 2020-11-02

Mandatperioden 2015-2019
- Ersättare i Kanslikommissionen  2015-11-04 – 2019-10-31
- Ersättare i Talmanskonferensen  2015-11-04 – 2019-10-31
- Medlem i Självstyrelsepolitiska nämnden  2015-11-04 – 2019-10-31
- Medlem' i Lag- och kulturutskottet  2015-11-04 – 2019-10-31
- Ledamot' i Ålands lagting  2015-11-01 – 2019-10-31

Mandatperioden 1999-2003
- Medlem i Självstyrelsepolitiska nämnden  1999-11-01 – 2003-10-31
- Ersättare i Finansutskottet  1999-11-01 – 2003-10-31
- Ersättare i Lagutskottet  1999-11-01 – 2003-10-31
- Ledamot i Ålands lagting  1999-11-01 – 2003-10-31
- Medlem i Talmanskonferensen  1999-11-01 – 2002-10-31
- Andra vicetalman i Presidiet  1999-11-01 – 2002-10-31
- Medlem i Kanslikommissionen  1999-11-01 – 2002-10-31

Övriga uppdrag
- Ordförande i Stora utskottet  1995-11-01 – 1999-10-31
- Ersättare i Lagutskottet  1995-11-01 – 1999-10-31
- Ledamot i Ålands lagting  1995-11-01 – 1999-10-31
- Ersättare i Självstyrelsepolitiska nämnden  1995-11-01 – 1999-10-31
- Ersättare i Finansutskottet  1995-11-01 – 1999-10-31
- Medlem i Talmanskonferensen  1995-11-01 – 1999-10-31
- Ersättare i Finansutskottet  1992-11-01 – 1995-10-31
- Medlem i Talmanskonferensen  1991-11-01 – 1995-10-31
- Ordförande i Stora utskottet  1991-11-01 – 1995-10-31
- Ersättare i Lagutskottet  1991-11-01 – 1995-10-31
- Ledamot i Ålands lagting  1991-11-01 – 1995-10-31
- Vice ordförande i Justeringsutskottet  1988-11-01 – 1989-10-31
- Medlem i Stora utskottet  1987-11-01 – 1991-10-31
- Ledamot i Ålands lagting  1987-11-01 – 1991-10-31
- Ersättare i Lagutskottet  1987-11-01 – 1991-10-31
- Medlem i Talmanskonferensen  1987-11-01 – 1988-10-31
- Ordförande i Justeringsutskottet  1987-11-01 – 1988-10-31
- Medlem i Lagutskottet  1979-11-01 – 1983-03-21
- Ledamot i Ålands lagting  1979-11-01 – 1983-03-21